# Bahía Orange

Mapa de la isla Hoste en el que se observa a la derecha la península Hardy

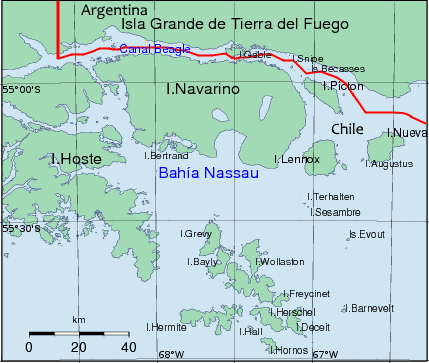
Mapa de la bahía Nassau. Se puede decir que la bahía Orange es una sub-bahía de la bahía Nassau.

Bahía Orange está situada en la costa este de la península Hardy, la cual está ubicada al sureste de la isla Hoste, en el extremos austral de Chile.
Administrativamente pertenece a la comuna de Cabo de Hornos en la provincia Antártica Chilena, en la región de Magallanes y la Antártica Chilena.
Desde hace aproximadamente 6000 años sus costas fueron habitadas por el pueblo yagán o yámana. A comienzos del siglo XXI este pueblo había sido prácticamente extinguido por la acción del hombre blanco.

## Ubicación
Está ubicada a unas 5 nmi al SSE de bahía Packsaddle formando una ancha entrada en la costa este de la península Hardy. Su boca tiene alrededor de 4,3 nmi de ancho entre las puntas San Bernardo y Hariot.
En el centro de la bahía están las islas Burnt y Goose que protegen el fondeadero por el oriente. Isla Burnt de 50 metros de alto es la más grande de las dos y de aspecto desolado. Al oeste de ella se encuentra el puerto que tiene como una milla cuadrada de excelente fondeadero con profundidades entre 18 y 29 metros y lecho de arena y fango duro. Este fondeadero es reputado como el mejor de la región.

## Catacterísticas geográficas
Su clima es marítimo con temperaturas parejas durante todo el año. El viento predominante es del oeste. El mal tiempo es permanente.
La bahía está rodeada de colinas poco elevadas por lo que los williwaws y chubascos no son violentos. En el lado suroeste de la bahía está caleta Misión donde estuvo el cuartel general de la expedición francesa del comandante Martial con La Romanche en 1883. Al fondo de la caleta hay levantada una pirámide. En la costa sur de la bahía hay otras dos buenas caletas para buques chicos: caletas Duck y Emmos.
En su ribera se presenta la tundra magallánica y los arbustales magallánicos. Se ven albatros, gaviotas australes, patos a vapor lobos marinos. En el sector pesquero destaca la existencia de la centolla y el centollón.

## Historia
Sus costas fueron recorridas por los yámanas desde hace más de 6000 años hasta mediados del siglo XX. A comienzos del siglo XXI este pueblo había sido prácticamente extinguido por la acción del hombre blanco.
A fines del siglo XVIII, a partir del año 1788 comenzaron a llegar a la zona los balleneros, los loberos y cazadores de focas ingleses y estadounidenses y finalmente los chilotes.
Las siguientes expediciones efectuaron trabajos hidrográficos en el sector de bahía Orange:
- 1624 - Jacob l'Hermite, almirante y Hugo Shapenham, vicealmirante, estuvieron un mes con once naves holandesas.
- 1769 - Teniente James Cook con el HMB Endeavour desde bahía Buen Suceso. Tránsito de Venus. Expedición inglesa.
- 1789 - Alejandro Malaspina con la Descubierta y la Atrevida. Expedición española.
- 1830 - Robert Fitz Roy en el primer viaje del HMS Beagle. Expedición inglesa. .
- 1833 - Robert Fitz Roy en el segundo viaje del HMS Beagle. Expedición inglesa.
- 1882 - Louis-Ferdinand Martial con Expedición científica francesa al Cabo de Hornos (1882-1883).[6]